# آیلین آزبورن وب
آیلین آزبورن وب (انگلیسی: Aileen Osborn Webb؛ ۱۸۹۲  – ۱۵ اوت ۱۹۷۹ ) یک آمریکایی حامی  صنایع دستی بود.
او بنیانگذار سازمانی بود که اکنون به عنوان شورای صنایع دستی آمریکا شناخته می‌شود.